# Monsieur Cognac
Monsieur Cognac ist eine US-amerikanische Filmromanze und -komödie von Michael Anderson. In den Hauptrollen spielen Tony Curtis und Christine Kaufmann, die noch im Drehjahr 1963 geheiratet hatten.

## Handlung
„Monsieur Cognac“, das ist der Name eines weißen Pudelrüden, der im Paris der frühen 1960er Jahre zu einem Fernseh- und Werbestar aufgestiegen ist. Gern nimmt der verhätschelte Hund hin und wieder eine Auszeit und entwischt seinem Frauchen, der jungen Französin Giselle Ponchon, durch das Kellerloch des Ponchonschen Wohnhauses. Dann läuft er unbekümmert durch die nächtlichen Straßen der französischen Metropole. Bei einem Musikschuppen, in dem auch der Amerikaner Terry Williams mit seiner Combo auftritt, schlabbert „Monsieur Cognac“ gern mal aus einem Tässchen das namensgebende, alkoholische Getränk, das eigentlich für einen der Musiker reserviert war. Doch den Pudelrüden zieht es nicht wegen des Cognacs zum Musikschuppen, vielmehr findet er Gefallen an den hübschen Pudeldamen, die Teil des Showprogramms sind. Als Monsieur Cognac in früh erblühter Freundschaft Terry nachläuft und beide eine ausgiebige Kneipentour unternehmen, bei der der mittlerweile durch ein Missgeschick grünlich eingefärbte Hund sich als ausgewiesener Connaisseur alkoholischer Getränke erweist, lernt Terry über Monsieur Cognac dessen Besitzerin Giselle kennen. Denn diese stürmt am folgenden Morgen in väterlicher und polizeilicher Begleitung in Terrys Wohnung, um diesen wegen „Dognapping“ verhaften zu lassen.
Bald verlieben sich der mutmaßliche Hundeentführer und Monsieur Cognacs Besitzerin ineinander und wollen sogar heiraten – sehr zum Missfallen von Giselles Vater und Monsieur Cognacs, denn der Hund beginnt nun eifersüchtig zu werden und versucht, mit seinen eigenen Mitteln, Terry aus dem Haus Ponchon herauszuekeln. Damit er wenigstens im Ehebett freie Bahn hat, versucht Terry Cognac auszutricksen, in dem er ihm ein pulverisiertes Schlafmittel in das speziell für den Hund bereitgestellte Glas Champagner schüttet. Doch Monsieur Cognac ist nicht dumm, riecht den Braten und vertauscht mit seiner Schnauze in einem Moment von Terrys Unachtsamkeit die Gläser, sodass ausgerechnet Terry in der Hochzeitsnacht in Tiefschlaf fällt. Am nächsten Tag will Terry unter vier Augen per „Handschlag“ mit dem Hund Frieden schließen, doch dieser quiekt in diesem Moment derart laut, dass Giselle, ihr Vater und ihr Onkel ins Zimmer hineinstürzen, in der Annahme, dass Terry den Hund quält.
Terry hat den Pudel durchschaut, als nun die Vorwürfe auf ihn niederhageln. Während Monsieur Cognac mit Dackelblick das geprügelte Unschuldslämmchen spielt, platzt es aus Terry heraus: „Er ist ein verlogener, doppelgesichtiger, lausiger Heuchler!“ schimpft er in Gegenwart von Giselle, die nicht glauben kann, dass ihr herzallerliebstes, jaulendes Hündchen tatsächlich den Neu-Gatten zu mobben versucht. Sie streicht dem Pudel mit den Worten „Armer, kleiner Cognac“ über den Kopf. Während die geknickte Hundebesitzerin den Salon verlässt und Terry konsterniert zurücklässt, hüpft Monsieur Cognac freudestrahlend in die Höhe und feiert seinen ersten großen Sieg über Terry. Der glaubt seinen Augen nicht zu trauen. Als Giselle in den Raum zurückkehrt, täuscht der falsche Fuffziger auch noch eine verwundete Pfote vor und humpelt zu einem Stuhl, auf dem Terry Hut liegt, um selbigen zu holen – als Aufforderung, dass Terry doch bitte das Haus verlassen möge. Terry schaut nur noch entgeistert ob so viel Falschheit. Doch diesmal hat Cognac einen Fehler gemacht, denn beim nächsten Mal humpelt er mit der falschen Pfote. Nun erkennt auch Giselle Cognacs doppeltes Spiel.
In seiner gespielten Melodramatik begibt sich Monsieur Cognac vor einen Gasofen und tut so, als wolle er Selbstmord begehen. Außer Giselle, die nun von Terrys Anständigkeit überzeugt ist, lassen sich aber alle anderen in Giselles Hofstaats von dem gerissenen Hund auch weiterhin um den Finger wickeln. Terry kann es kaum fassen, dass Giselle nun einen gewissen Dr. Reynard anruft, der sich als Cognacs Psychiater herausstellt. Doch auch der ist ratlos, und Terry macht allen Anwesenden klar, dass dieser ausgekochte Köter alle an der Nase herumführt und seine Wehwehchen nur vortäuscht.
Als der Amerikaner einsehen muss, dass die hündischen Neurosen auf all die Menschen um Cognac herum übergegriffen haben, macht Terry seiner frisch Angetrauten klar, dass er so nicht leben könne und verlässt Giselles Haus. Erst bei seinen Musikkumpels wird Terry klar, was Monsieur Cognac fehlt: eine Pudel-Freundin, eine Madame Cognac! Gesagt – getan. Da u. a. auch eine Pudeldame Teil einer Shownummer bei seinem letzten Gig war, „entleiht“ er sich kurzerhand jene Madame Poupée, eine ganz reizende, wohlfrisierte, weiße Pudelin. Diese schmuggelt Terry an das Set, wo Giselle mit Monsieur Cognac gerade eine Fernsehsendung aufzeichnet. Per Hand- bzw. Pfotenschlag besiegeln Terry und Cognac einen Deal: Der Hund darf zu seiner von Terry beschafften Hündin, wenn Cognac verspricht, nicht weiter das Eheleben von Terry und Giselle zu sabotieren. Als dann auch noch die Besitzerin von Poupée erscheint, die Anwesenden der Entführung Poupées bezichtigt und die Pudel wie verrückt durch das Set toben, ist das Chaos perfekt. Schließlich küssen Terry und Giselle vor der Fernsehkamera Happyend-gerecht.

## Produktionsnotizen
Monsieur Cognac entstand in der zweiten Jahreshälfte 1963 und wurde in Deutschland am 1. Mai 1964 uraufgeführt. In Österreich lief der Streifen am 5. Juni 1964 an, in den USA hatte Wild and Wonderful, so der Originaltitel, fünf Tage darauf seine Premiere in New York.
Neben den drei nominellen Drehbuchautoren werden noch drei weitere an der Story beteiligte Autoren genannt: Richard M. Powell, Philipp Rapp und Dorothy Crider, die die Storyvorlage I Married a Dog verfasste.
Die Filmbauten entwarfen Alexander Golitzen und Ted Haworth, die Kostüme stammen von Rosemary Odell. Von Albert Whitlock stammen die Hintergrundmalereien. Joseph Gershenson hatte die musikalische Leitung.
Tony Curtis wird, wie zumeist in Deutschland, von Herbert Stass synchronisiert.

## Kritiken
„Es ist ‚wild‘, und völlig verrückt ist eine gute Beschreibung dieser Harold-Hecht-Produktion, die in ein hektisches Tempo und in eine ausgedehnte Komödie und Slapstick-Eskapaden verfällt. (…) Die zauberhafte Miss Kaufmann scheint damit zufrieden, in einer Reihe von schicken Kleidern charmant auszusehen, und spielt das romantische Interesse von Tony Curtis, was ihr gut gelingt.“

„Leere Slapstick-Unterhaltung, in deren Mittelpunkt ein französischer Pudel-Filmstar steht und Tony Curtis und Christine Kaufmann, die miteinander turteln.“

„Liebenswerte, clowneske Komödie in einem studiohaften ‚fröhlichen Paris‘.“

„Harmlos-unterhaltsame Komödie mit märchenhaftem Einschlag, deren Einfallsreichtum allerdings bescheiden ist.“

Paimann’s Filmlisten resümierte: „Es bedarf allerhand Diplomatie, um Pudel zu Pudel und das Liebespaar zusammen zu bringen … Womit man eine amüsante Story geschaffen, die es ermöglicht, den ‚die Schau stehlenden‘ Tierstar als Schrittmacher für seine zweibeinigen Kollegen zu verwenden. Es gibt lustige (eingedeutschte) Dialoge, musikal. Illustration, gefällige Interieurs in annehmbarer Farbenphotographie. (…) Eine ergötzliche Pudelgeschichte.“